# Charles Conder

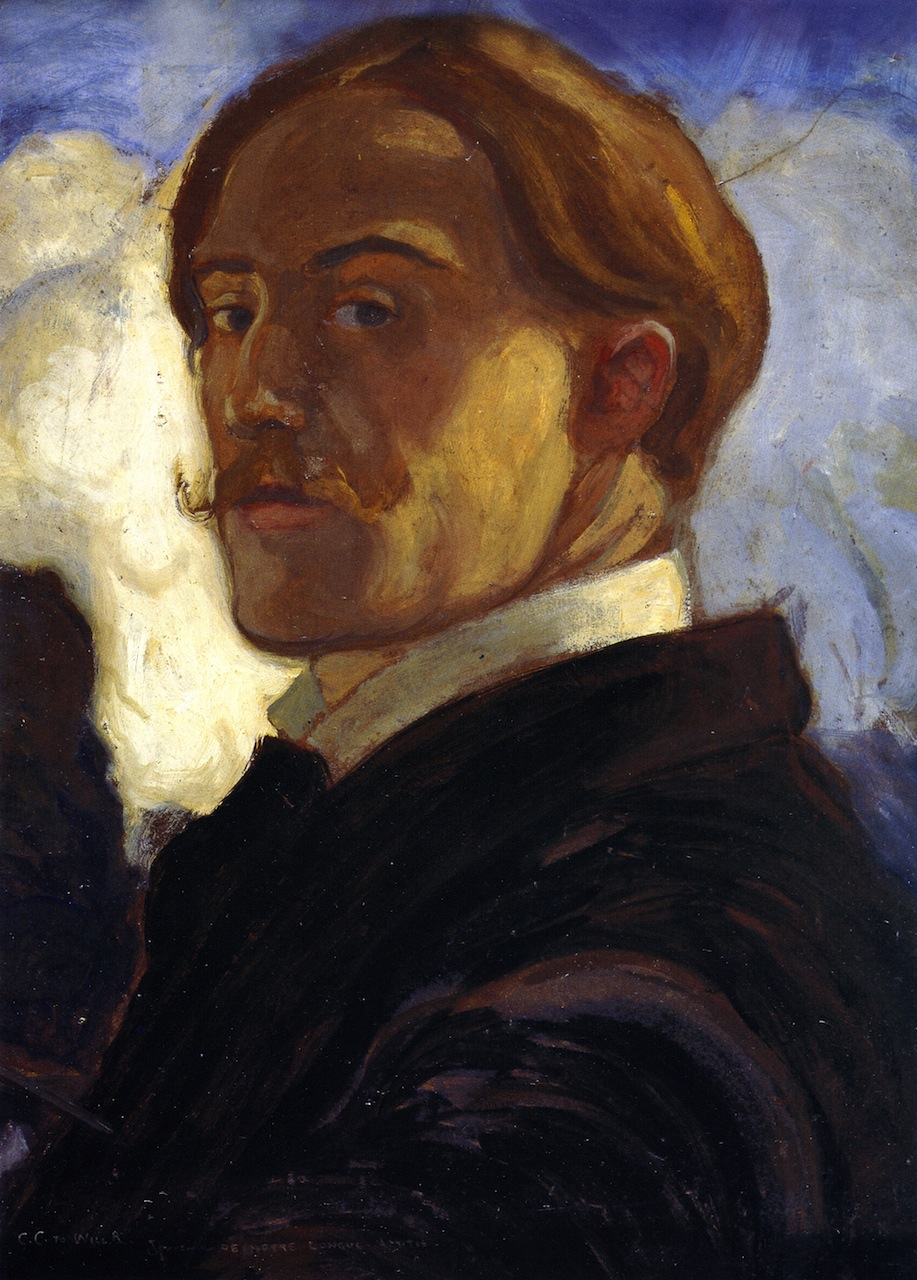
Selbstporträt, um 1900.

Charles „Chas“ Edward Conder (* 24. Oktober 1868 in Tottenham, London; † 9. Februar 1909 in Virginia Water, Surrey, England) zählt zu den bedeutenden Malern des australischen Impressionismus und gilt als einer der Hauptakteure der Heidelberg School, welche die australische Kunst im späten 19. Jahrhundert maßgeblich geprägt hat.

## Leben

### Jugend

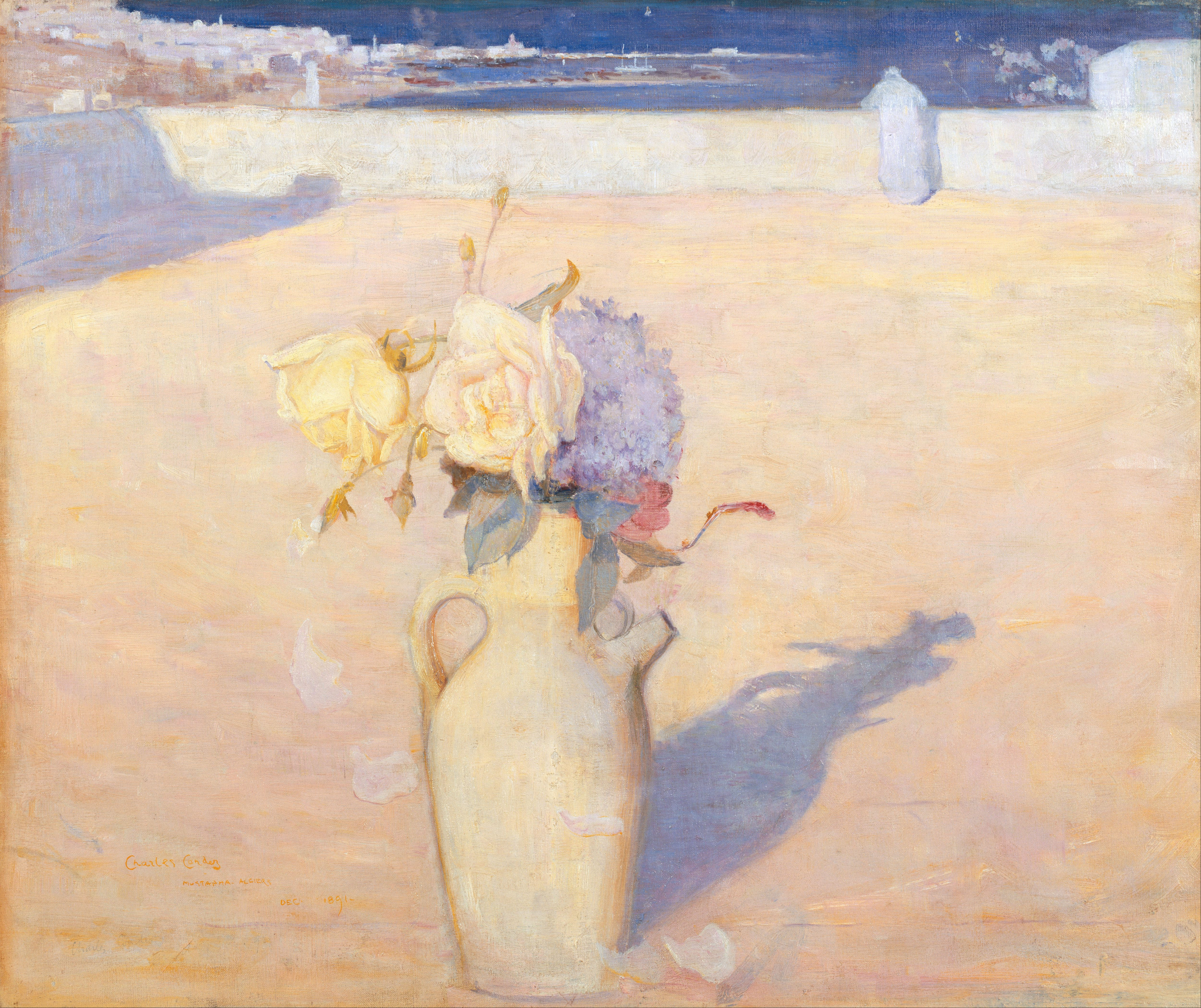
The hot sands, Mustapha, Algiers, 1891.

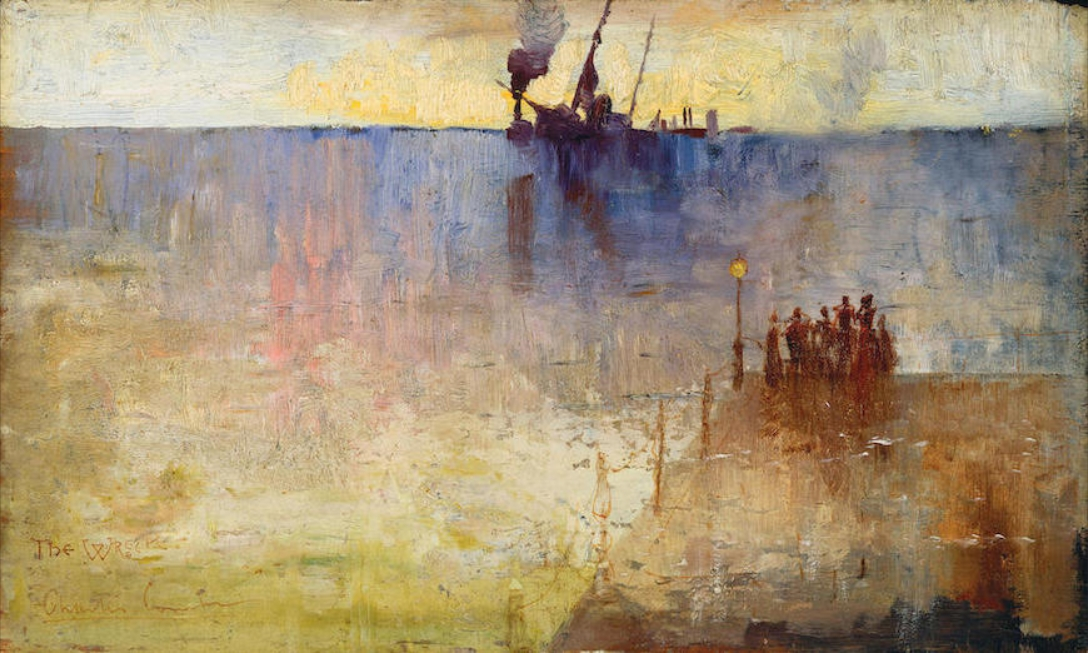
The Wreck, 1889.

Im Alter von 16 Jahren zog Charles Conder nach Sydney, Australien, wo er zunächst eine Anstellung als Landvermesser fand. Sein Vater hatte ihn in die Kolonie geschickt, um ihn von einer künstlerischen Laufbahn abzubringen. Während seiner Tätigkeit als Landvermesser in New South Wales entwickelte er ein Interesse für die Kunst und begann, seine Umgebung in Skizzen und Gemälden festzuhalten.
Im Alter von 18 Jahren, im Jahre 1886, entschied sich Conder für eine Laufbahn als Künstler. Er begann in Sydney für die Zeitung The Illustrated Sydney News als Illustrator zu arbeiten und absolvierte gleichzeitig ein Studium der Kunst an der Art Society of New South Wales, welches er unter dem Maler Julian Ashton aufnahm. Ashton kann als zentrale Figur im australischen Kunstleben bezeichnet werden. Zudem fungierte er als Mentor für junge Künstler. Unter seinem Einfluss begann Charles Conder, en plein air (im Freien) zu malen, und entwickelte seine Fähigkeiten im Umgang mit Licht und Farbe.

### Heidelberg School

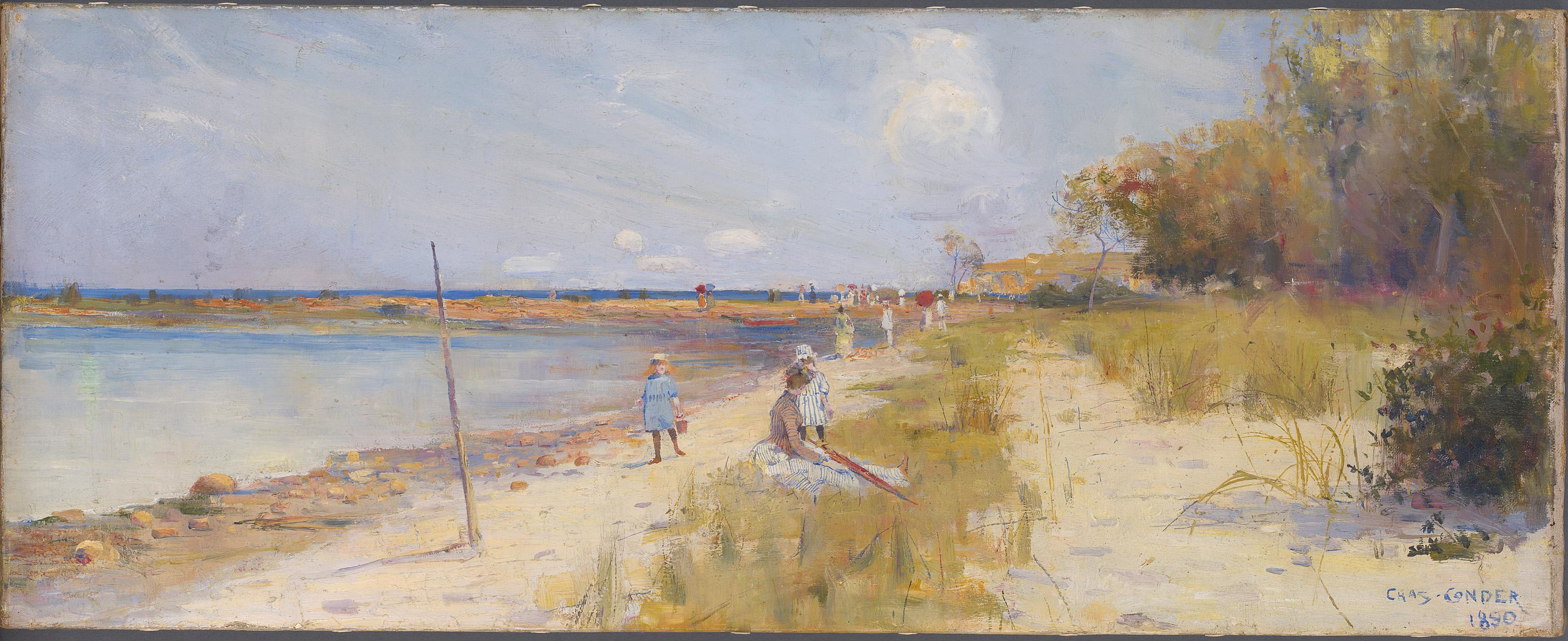
Rickett's Point, 1890.

Im Jahr 1888 übersiedelte Conder nach Melbourne, wo er sich einer aufstrebenden Künstlergruppe anschloss, die in der Folge als Heidelberg School Bekanntheit erlangen sollte. Zu dieser Gruppe zählten unter anderem die Maler Tom Roberts, Arthur Streeton und Frederick McCubbin. Die Gruppe widmete sich in ihrer Malerei häufig der Darstellung des australischen Lichts, was als entscheidender Moment in Coders künstlerischer Laufbahn bezeichnet werden kann. In der künstlerischen Atmosphäre Melbournes entstanden in der Folge Coders beste Werke der Frühzeit.

### The 9 by 5 Impression Exhibition

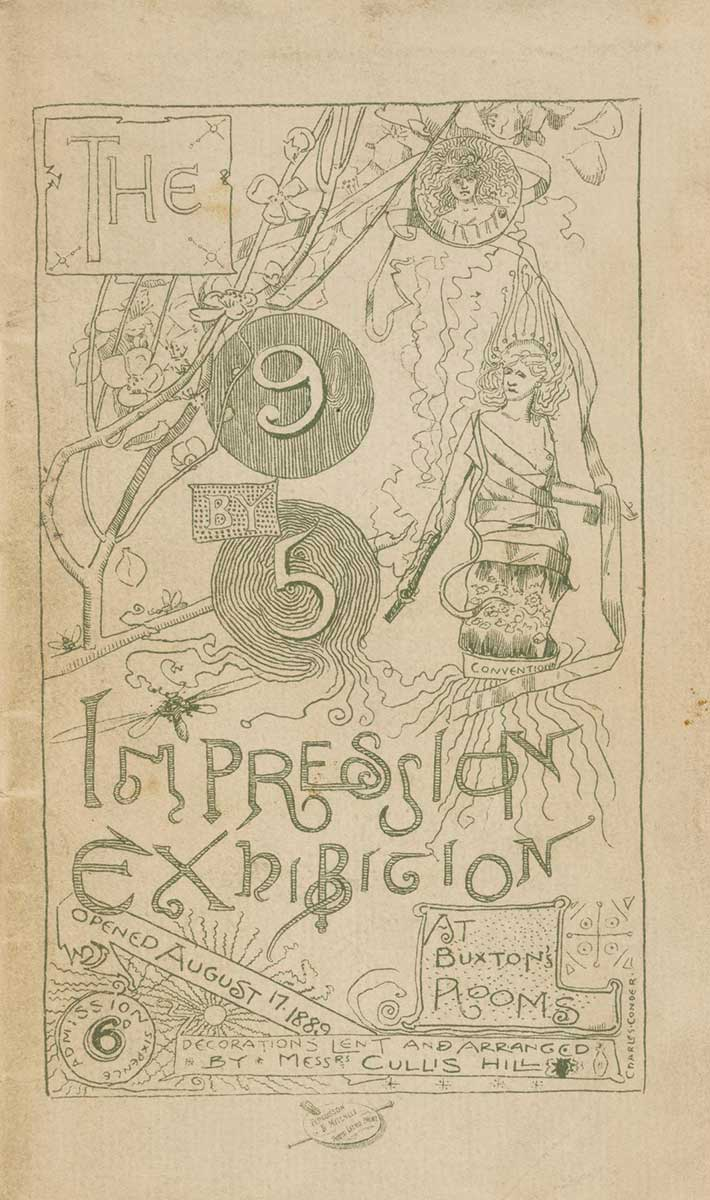
Umschlag des Ausstellungskatalogs The 9 by 5 Impression Exhibition. Entwurf von Charles Conder, 1889.

Charles Conder war einer der wichtigsten Teilnehmer an der The 9 by 5 Impression Exhibition 1889 in Melbourne. Gemeinsam mit Roberts und Streeton präsentierte er eine Auswahl kleiner Werke, die auf Zigarrenkistendeckeln gemalt waren, und demonstrierte dabei sein experimentelles Interesse an impressionistischen Techniken. Zu seinen berühmtesten Werken aus dieser Zeit zählt Departure of the Orient – Circular Quay (1888), welches die flüchtigen Effekte des Lichts und der Bewegung in einer Hafenszene einfängt.

### Rückkehr nach Europa

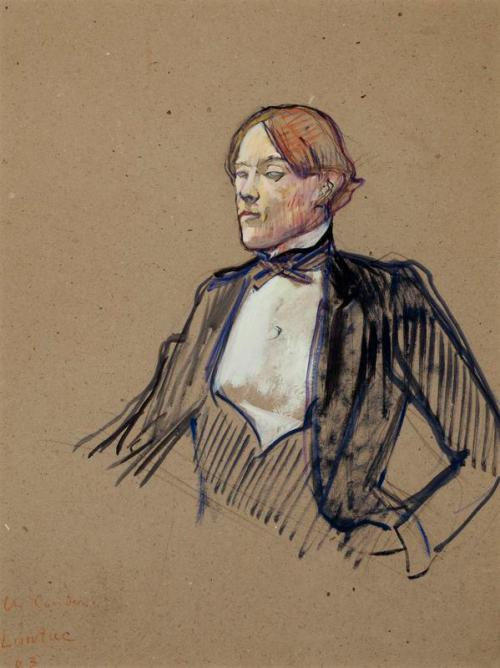
Henri de Toulouse-Lautrec: Charles Conder, 1893.

Im Jahr 1890 kehrte Charles Conder nach Europa zurück und absolvierte ein Studium an der Académie Julian in Paris, wo er eine Freundschaft mit William Rothenstein einging. Im Jahr 1891 besuchte er die Académie Cormon.
In den Cabarets von Montmartre knüpfte Charles Conder Kontakte zu Louis Anquetin und Toulouse-Lautrec. Der Künstler, der sich selbst als„durch und durch als ein Bohemien“ bezeichnete, führte ein von Leidenschaft und Ausschweifungen geprägtes Leben. Dennoch widmete er sich mit großem Engagement seiner Arbeit. Dazu teilte er seine Zeit zwischen der Malerei auf dem Land und seinem Atelier in der Stadt auf. Ab 1893 pendelte er für eine gewisse Zeit zwischen London, Dieppe und Paris. Zu seinen englischen Freunden zählten die Schriftsteller und Künstler Aubrey Beardsley, Ernest Dowson, Arthur Symons und Oscar Wilde sowie Charles Ricketts und Charles Shannon. Darüber hinaus war er mit Jacques-Emile Blanche und Walter Sickert befreundet.

Souvenir of Seville (Fächerentwurf), 1905.

Charles Conder schuf eine Vielzahl von Werken mit Aquarellfarben auf Seide sowie unzählige Entwürfe für Fächer. Aus diesen entstanden einige seiner herausragendsten Bilder. In seinen Werken evoziert er eine poetische Welt, die Assoziationen zu den Fêtes galantes weckt. Dabei inszeniert er Paare in anmutigen Kulissen, begleitet von Troubadouren. Zudem schuf er ein bedeutendes lithografisches Werk, das auf Erzählungen von Honoré de Balzac und Henri Murgers Scènes de la vie de bohème basiert.

### Früher Tod
Charles Conder litt sein Leben lang an den Folgen einer Syphilis-Infektion, die er sich bereits im Alter von 19 Jahren zuzog. Diese Erkrankung beeinträchtigte seine geistige und körperliche Gesundheit und führte letztlich zu seinem frühen Tod. Charles Conder war seit 1901 mit Stella Maris Belford, einer vermögenden Witwe, verheiratet, was ihm finanzielle Stabilität verschaffte. Aber sein Gesundheitszustand verschlechterte sich in den Folgejahren. Charles Conder verstarb am 9. Februar 1909 im Alter von 40 Jahren in Virginia Water, England, an den Folgen seiner Erkrankung.

### Künstlerisches Vermächtnis

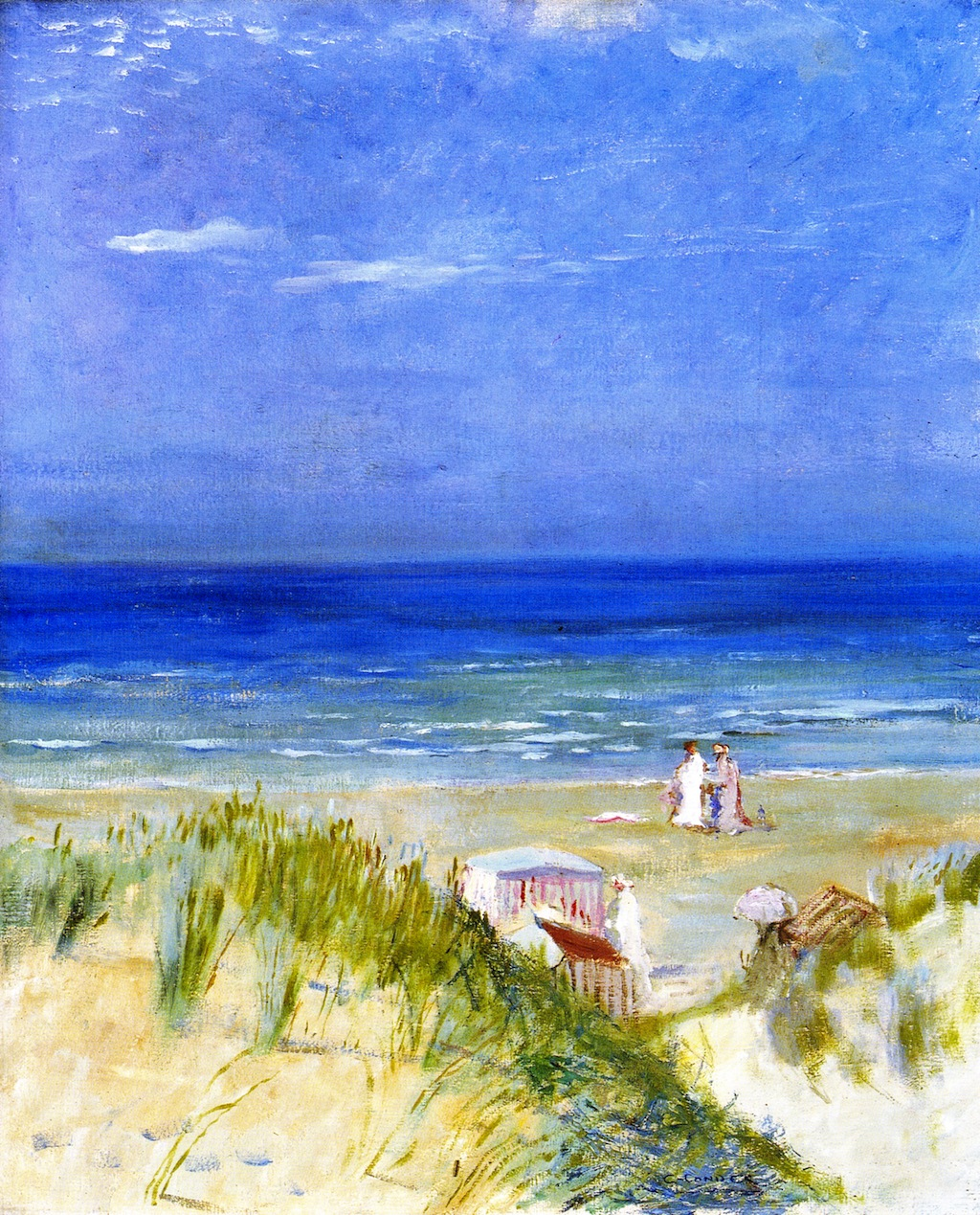
Dünen, ca. 1890.

Charles Conder gilt als Schlüsselfigur des australischen Impressionismus, auch wenn er nur wenige Jahre in Australien lebte und arbeitete. Seine Werke aus der Heidelberg School Zeit sind wesentliche Beiträge zur Entwicklung der australischen Landschaftsmalerei.

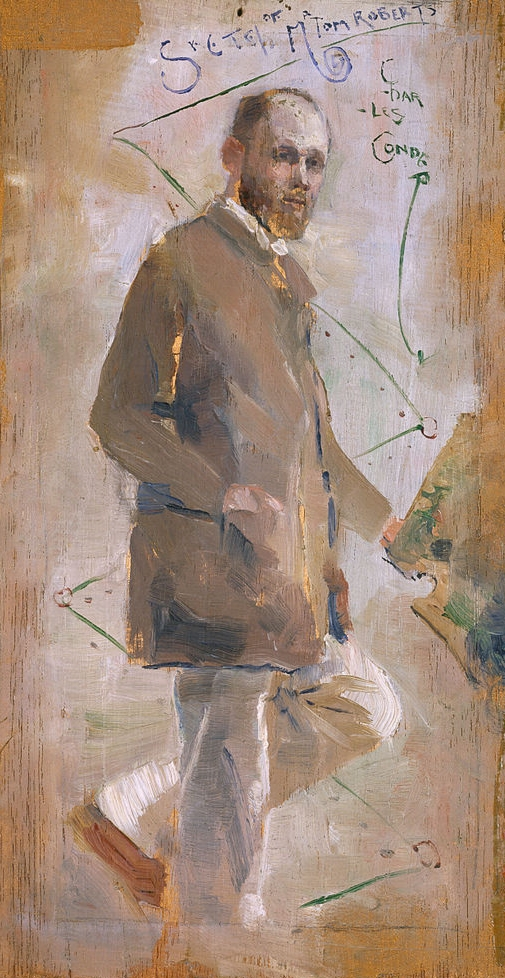
An Impressionist (Tom Roberts), 1889.

Conders kreative Vielseitigkeit – er schuf nicht nur Landschaften, sondern auch figürliche und symbolistische Werke – zeigt seinen internationalen Einfluss und seine Einbindung in die europäische Kunstszene. Seine Arbeiten befinden sich heute in bedeutenden Sammlungen weltweit, einschließlich der National Gallery of Australia und der Tate Gallery in London.